# Boulder Mountains
Boulder Mountains je pohoří v centrálním Idahu, v Custer County a Blaine County, ve Spojených státech amerických.
Je součástí severních amerických Skalnatých hor. Nejvyšší horou je Ryan Peak (3 570 m).
Pohoří je obklopeno ze západu Sawtooth Range, ze severu White Cloud Mountains, z východu Lost River Range a z jihovýchodu Pioneer Mountains.
Pohoří je součástí Sawtooth National Recreation Area a Sawtooth National Forest. Celá oblast zahrnuje více než 40 horských vrcholů přes 3 000 metrů, okolo 300 alpínských jezer a přes 1 000 kilometrů turistických tras.